# Because of You (Ne-Yo)
Because of You is een nummer van de Amerikaanse singer-songwriter Ne-Yo, de artiestennaam van Shaffer Smith. Hij schreef het nummer samen met Mikkel Storleer Eriksen en Tor Erik Hermansen, die samen onder de naam Stargate ook de productie voor hun rekening namen. In februari 2007 werd het uitgebracht als eerste single van het tweede studioalbum van de zanger, eveneens genaamd Because of You.

## Hitnoteringen en prijzen
Because of You kwam in Nieuw-Zeeland op de eerste plek van de hitlijst terecht. In de Billboard Hot 100 bleef het steken op de tweede plek, achter Makes Me Wonder van Maroon 5. In het Verenigd Koninkrijk, Verenigd Koninkrijk, Japan, Ierland en Schotland wist het eveneens een plek bij de bovenste tien te behalen. De twaalfde plek was de hoogste in de Nederlandse Top 40, waar het in totaal tien weken genoteerd stond.

### Nederlandse Top 40
| Hitnotering: 28-04-2007 t/m 30-06-2007 | Hitnotering: 28-04-2007 t/m 30-06-2007 | Hitnotering: 28-04-2007 t/m 30-06-2007 | Hitnotering: 28-04-2007 t/m 30-06-2007 | Hitnotering: 28-04-2007 t/m 30-06-2007 | Hitnotering: 28-04-2007 t/m 30-06-2007 | Hitnotering: 28-04-2007 t/m 30-06-2007 | Hitnotering: 28-04-2007 t/m 30-06-2007 | Hitnotering: 28-04-2007 t/m 30-06-2007 | Hitnotering: 28-04-2007 t/m 30-06-2007 | Hitnotering: 28-04-2007 t/m 30-06-2007 | Hitnotering: 28-04-2007 t/m 30-06-2007 |
| Week:                                  | 1                                      | 2                                      | 3                                      | 4                                      | 5                                      | 6                                      | 7                                      | 8                                      | 9                                      | 10                                     |                                        |
| -------------------------------------- | -------------------------------------- | -------------------------------------- | -------------------------------------- | -------------------------------------- | -------------------------------------- | -------------------------------------- | -------------------------------------- | -------------------------------------- | -------------------------------------- | -------------------------------------- | -------------------------------------- |
| Positie:                               | 26                                     | 15                                     | 12                                     | 15                                     | 16                                     | 20                                     | 24                                     | 29                                     | 38                                     | 40                                     | uit                                    |